# 沙莫金
沙莫金（Shamokin）位於美國賓夕法尼亞州諾森伯蘭縣，名稱來自於原住民語言阿爾岡昆語「Schahamokink」，意為「鰻魚之地」。2020年沙莫金有人口6,942人。这座城市被宾夕法尼亚州中部萨斯奎哈纳河谷无烟煤区西部边缘的煤炭镇所包围，以萨波尼印第安村庄沙哈莫金克 ( Schahamokink)命名。

## 历史
第一批定居沙莫金的人类可能是肖尼族移民。

### 18世纪
1737年沿着特拉华河上游、宾夕法尼亚省东部边界土地被殖民者购买后（这次购地案被称为”步行购地/Walking Purchase“），大量莱纳佩印第安人（也称为特拉华印第安人）于18世纪初重新定居于此。

### 19世纪
沙莫金由煤炭投机商John C. Boyd和Ziba Bird于1835年创立，被称为博伊德石煤采石场、博伊德敦和新城。该地区无烟煤资源或“硬煤”的发现成为许多工业的基础。雷丁铁路等铁路公司购买了煤炭权益，成为该地区的主要雇主，修建铁路将煤炭运往市场，并控制了大部分工作岗位。工人们逐渐组织成工会，以开发与这些强大的公司讨价还价的手段。1877年7月全国铁路大罢工期间，1877年沙莫金起义的工人举行游行示威，这场罢工始于邻近的西弗吉尼亚州马丁斯堡，随后蔓延至马里兰州其他地区，包括位于巴尔的摩市中心卡姆登街车站的B&O总部。随后，罢工向北和向西蔓延至宾夕法尼亚州的匹兹堡和几个主要工业城市的其他地点，以及东北部的更多城市，最西蔓延至圣路易斯和密苏里州部分地区。
沙莫金早先于1864年11月9日根据宾夕法尼亚邦宪法成立为行政区，并于1949年2月21日成为城市。除了无烟煤开采外，它在19世纪还成为工业中心，拥有丝绸和针织厂、袜子和衬衫工厂、马车商店、钢铁厂和砖厂。
著名发明家、科学家和企业家托马斯·A·爱迪生曾短暂居住在附近的森伯里，于1882年成立了沙莫金爱迪生照明公司。1883年9月22日独立街的沙莫金发电站启动时，圣爱德华罗马天主教堂已联网，成为世界上第一座用电照明的教堂。

### 20世纪
20世纪上半期，像其他煤矿城市一样，沙莫金继续经历其矿业繁荣和经济腾飞。但该市人口较少的特点和地处山谷导致的交通不便令这座城市难以转型。随着二战后美国重工业的衰落，沙莫金的工作岗位急剧减少，原因是大量本地企业倒闭，而失业则加重了本地企业的困境。煤矿企业则在70年代《清洁能源法案》颁布后受到重大打击，进一步给这个转型失败的城市重击。沙莫金的人口从1920年代顶峰时的2万以上下跌到如今的7000不足，而且大多数离开的居民并不是搬到郊区居住，而是完全离开沙莫金甚至诺森伯兰县，因此这种人口减少带来的是严重的经济困境。
1980年代以后，随着美国面临阿片危机和药物滥用普遍化，沙莫金等铁锈带和煤矿带小镇成为了严重受害者。而社区更新工作也因为人口和岗位流失带来的税基损失而无法实现。
镇上的维多利亚剧院于1985年被列入美国内政部维护的国家史迹名录。它于1999年被拆除，并于2004年被名录除名。

## 地理
根据美国人口普查局的数据，该市面积为0.8平方英里（2.1平方公里），全部为土地，没有水域。该市被煤镇（Coal Township）包围，位于一个山谷内。
沙莫金有两条小溪将小镇分开。Carbon Run与镇北部的Shamokin Creek汇合，注入桑伯里附近Shamokin Dam以南的萨斯奎哈纳河 (Susquehanna River)。
该市属暖夏湿润大陆性气候(柯本气候分类法)，月平均气温为1月25.9 °F (−3.4 °C) 至7月71.1 °F (21.7 °C)。耐寒区为6a。
这里也是世界上最大的尾矿——卡梅伦/格伦伯恩煤矿库姆库的所在地。

## 教育
沙莫金是沙莫金地区学区的一部分，该学区包括沙莫金地区高中以及小学、初中和高中。当地私立学校包括Our Lady of Lourdes地区学校和Meadowview基督教学院。卢泽恩县社区学院 (LCCC) 在Arch街的Careerlink大楼设有分校区。

## 人口
| 调查年   | 人口   | 备注 | %±     |
| -------- | ------ | ---- | ------ |
| 1850     | 2,191  |      | —      |
| 1860     | 2,159  |      | −1.5%  |
| 1870     | 4,320  |      | 100.1% |
| 1880     | 8,184  |      | 89.4%  |
| 1890     | 14,403 |      | 76.0%  |
| 1900     | 18,202 |      | 26.4%  |
| 1910     | 19,588 |      | 7.6%   |
| 1920     | 21,204 |      | 8.2%   |
| 1930     | 20,274 |      | −4.4%  |
| 1940     | 18,810 |      | −7.2%  |
| 1950     | 16,879 |      | −10.3% |
| 1960     | 13,674 |      | −19.0% |
| 1970     | 11,719 |      | −14.3% |
| 1980     | 10,357 |      | −11.6% |
| 1990     | 9,184  |      | −11.3% |
| 2000     | 8,009  |      | −12.8% |
| 2010     | 7,374  |      | −7.9%  |
| 2020     | 6,942  |      | −5.9%  |
| Sources: |        |      |        |

截至2000年人口普查，全市有人口8,009人、3,742户、2,028个家庭。人口密度为每平方英里9,601.9人（3,707.3/km 2）。共有4,674套住房，平均密度为每平方英里5,603.6套（2,163.6套/平方公里）。该市的种族构成为98.8%白人、0.1%非裔美国人、0.1%美洲原住民、0.3%亚裔、0.0%太平洋岛原住民、0.1%来自其他种族、0.5%来自两个或多个种族。任何种族的西班牙裔或拉丁裔人均占人口的0.6%。
市内共有3742户，其中有18岁以下儿童的家庭占24.0%，夫妻同居的家庭占36.4%，女户主无丈夫的家庭占13.0%，非家庭家庭占45.8%。41.2%的家庭由个人组成，22.6%的家庭有65岁或以上的独居者。平均家庭人数为2.13人，平均家庭人数为2.89人。
全市18岁以下人口占22.2%，18岁至24岁人口占7.2%，25岁至44岁人口占26.2%，45岁至64岁人口占22.6%，65岁及以上人口占21.9%。中位年龄为41岁。每100名女性对应86.2名男性。每100名18岁及以上女性，对应80.6名男性。

该市家庭收入中位数为20,173美元，家庭收入中位数为30,038美元。男性的平均收入为28,261美元，而女性的平均收入为19,120美元。人均收入为12,354美元。大约19.3%的家庭和60.2%的人口生活在贫困线以下，其中18岁以下的人口占34.2%，65岁或以上的人口占21.3%

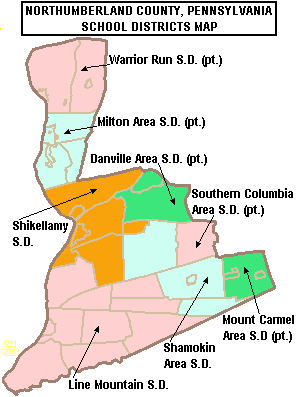
宾夕法尼亚州诺森伯兰县公立学区地图